# Улекс кантабрийский
У́лекс кантабри́йский, или Утёсник кантабри́йский (лат. Ulex cantabricus) — вид цветковых растений рода Улекс (Ulex) семейства Бобовые (Fabaceae).

## Этимология названия
Видовой эпитет образован от географического названия автономного сообщества Кантабрия.

## Ботаническое описание
Многолетний стелющийся кустарник менее 1 м высотой с жёсткими колючками, собранными в пучки, длиной до 2 см.
Цветки собраны в кисти на концах ветвей. Прицветники мелкие, треугольно-ланцетные. Чашечка 8—13 мм, опушённая. Венчики жёлтые, мотыльковые, 9—15 мм. Цветение летом, осенью и зимой.
Плод — боб.
Хромосомный набор 2n = 64.

## Распространение и местообитание
Растёт в Кантабрийских горах в Астурии и Кастилии и Леоне. Произрастает в вересковых пустошах.